# 미남이시네요
《미남이시네요》는 2009년 10월 7일부터 2009년 11월 26일까지 SBS에서 방송된 16부작 드라마 스페셜로, 10대 아이돌 그룹 멤버들의 성장 과정과 이들을 둘러싼 사랑과 갈등을 다룬 뮤지컬 로코 드라마로 기획·제작한 것이다. 2009년 10월 7일에 처음 방영되었고, 같은 해 11월 26일까지 방영되었다.

## 줄거리
수녀를 꿈꾸던 고미녀가 쌍꺼풀 수술 부작용으로 미국에 재수술을 받으러 간 쌍둥이 오빠 고미남을 대신해 아이돌 그룹 A.N.JELL(에이엔젤)의 구성원으로 들어가며 벌어지는 이야기를 다루고 있다.

## 등장 인물

### A.N.JELL
- 장근석 - 황태경 (아역 강수한)

A.N.JELL의 리더로 까칠하고 예민한 성격의 소유자. 우연히 고미남의 정체를 알고 내쫓으려하지만 결국 미남의 뒤치다꺼리를 하게 된다. 아버지는 세계적인 지휘자로 명성을 날리고 있는 황경세, 어머니는 한국 최고의 배우이자 가수 모화란. 둘은 이혼한 듯 싶다.
- 박신혜 - 고미남 / 고미녀

쌍둥이 남매로 고미남이 오빠, 고미녀가 동생. A.N.JELL의 새로운 멤버로 뽑힌 고미남의 피치못할 사정으로 고미녀가 남장을 하고 A.N.JELL에 합류하게 된다. 아버지는 작곡가인 고재현, 어머니는 가수 준비생이었던 이수진. 이수진은 미남, 미녀 쌍둥이를 낳고 사망하였으며, 고재현 역시 사망.
- 정용화 - 강신우

모든 일에 그다지 관심이 없다. 하지만 우연히 A.N.JELL의 새로운 멤버로 들어 온 고미남의 정체를 알게 되면서 "조직의 안위와 그녀의 평안을 위해" 남몰래 도와주다 고미녀에게 특별한 감정을 느끼게 된다. 하지만 황태경에게 선수를 뺏겨버린다.
- 이홍기 - 제르미

영국교포로 귀족출신. 언제나 햇살처럼 밝게 빛나는 분위기 메이커. 하지만 좀 둔하다. 제르미 역시 고미녀를 좋아하는 감정을 가지고 있으며 결국엔 '남자였던' 고미녀 마저 좋다고 고백해버린다. 아버지는 영국 귀족이며, 여동생은 황태경을 좋아한다.

### 주변 인물
- 유헤이 - 유이

"얼굴 예뻐, 마음 착해, 인기 많아" 국민요정이라고 불리는 대한민국 톱스타. 하지만 진짜 모습을 아는 황태경은 공갈요정이라고 부른다. 미남이 여자라는 비밀을 알게 되면서 황태경을 볼모로 삼아 지능적으로 고미녀를 괴롭히며 황태경에게는 비밀을 폭로할 거라며 가짜 연인을 제의한다.
- 마훈이 - 김인권

고미남을 발굴했으며, 고미남의 개인 매니저이자 A.N.JELL의 매니저이다. 고미남으로 분장한 고미녀를 매우 아끼지만 그녀를 제대로 도운 적은 없다. 왕코디와는 어릴 때부터 친한 친구사이지만 왕코디에게 특별한 감정을 품은 것 같기도.
- 고미자 - 최란

고재현의 누이이자 고남매의 고모. 황태경의 천적이며, A.N.JELL 숙소에서 가정부로 일한다. 항상 돈이 필요한 일이 있다.
- 모화란 - 김성령

왕년의 유명한 배우이자 가수. 황태경의 숨겨진 어머니이기도 하다. 수많은 히트곡을 보다 고남매의 아버지인 작곡가 고재현에게 받은 곡을 소중히 여긴다. 특히 이수진에게서 돈으로 빼앗은 '어떡하죠'와 고재현이 준 '화애'를 좋아한다.
- 안성창 - 정찬

왕년의 아이돌 출신인 A.N 엔터테인먼트 사장이다. 하지만 그다지 눈치가 있어 보이진 않으며 탤런트 김희진이랑 사귄다는 사실을 황태경에게 들켜버린다. 안사장의 최대의 적이자 최고의 조력자는 황태경이다. 길거리 캐스팅 된 고미남을 3년간의 연습생 생활과 300대 1의 경쟁률을 뚫고 A.N.JELL의 멤버로 합류했다고 전국민을 상대로 구라를 친다.
- 왕코디 - 최수은

A.N.JELL의 코디팀의 최고 권력자. 마훈이의 친구로 고미녀의 남장을 돕는다. 유헤이와 친해지면서 자신도 모르게 유헤이의 공작을 돕게 된다.
- 사유리 - 배그린

A.N.JELL의 팬클럽 회장. 오빠들에 대한 절대 충성도가 어마어마하다. 이름모를 아이와 바가지와 함께 다니며, 3총사로 자주 활동한다. A.N.JELL 모두를 좋아하지만 그 중에서 황태경을 제일 좋아하는 듯 하다. 하지만 고미남 영입 후에는 고미남에게 닥빙한다. 고미남으로 분한 고미녀에게 제일 처음 사인을 받아갔으며, 완전 초 유니크-이 세상에 단 하나 있는 고미남의 정자 사인-를 유일하게 가지고 있다.(아, 물론 A.N. Ent의 계약서는 별개로 한다.)

### 그 외 인물
- 성병숙 - 원장수녀

고남매가 자란 수녀원의 원장. 고미녀가 새 생활에서 위기를 느낄 때마다 "젬마~" 라고 부르며 어디에서든 나타나 고미녀의 정신적 지주가 되어준다. 나중엔 황태경이 누군지도 잘 모르면서 고미녀의 짝임을 한 눈에 알아보는 신통한 능력을 지니기도 했다.
- 미소윤 - 바가지

A.N.JELL의 팬클럽 3총사 중 한 명이며, 한 3인자쯤 되는 듯 하다. 오빠들에 대한 절대 충성도가 어마어마하다. 이름모를 아이와 사유리와 함께 다니며, 착해서 그런지 만날 당하고만 산다. 3총사로 자주 활동하며, A.N.JELL 모두를 좋아하는 듯 하다.
- 김민영 - 또다른 1명

A.N.JELL의 팬클럽 3총사 중 한 명이며, 한 2인자쯤 되는 듯 하다.
- 김동연 - 김동준

고미남의 아주 친한 친구. 고미녀가 첫사랑이며, 고미남으로 분장한 그녀를 못 알아보고 사실을 고백해버리고 만다. 그녀를 위해 매일 점심 계란말이를 반찬으로 싸왔을 정도로 좋아했다. 꿈은 약사가 되어 고향으로 내려가 조그마한 약국을 차려 고미녀와 함께 사는 것이다.
- 장원영 - 김영호

일명 김기자. 나라일보 소속이며, 새로운 멤버 고미남의 정체에 대해 의문을 품고 셜록 홈즈 못지 않은 탐정놀이를 즐기다가 결국 꼬리를 잡아 밝히려고 하지만 실패한다. 어쨌든 혼자의 힘으로 다 밝혀 내면서 기자를 그만두고 사설 탐정이 되었다는 소문이 있다.
- 김호창 - 아주 비중 높은 댄서

굳이 미녀를 괴롭히려는 것은 아니지만 연습생 생활도 없이 길거리 캐스팅으로한 방에 데뷔하는 고미남을 눈꼴 시려한다. 그에 따라 고미남이 된 고미녀를 괴롭힌다. 아마 연습생중 가장 오래된 듯 하며, 최고 맏형 노릇을 하고 있다.
- 김영훈
- 윤인조 : 수녀 역
- 이진목 : 택배기사 역
- 송경화 : 유헤이가 만난 환자의 보호자 역
- 정명준 : 모화란이 출연한 프로그램의 진행자 역
- 한성호 : 음악 프로듀서 역
- 박종설 : 태경에게 맷돼지가 오니 피하라고 말하는 할아버지 역
- 주동희 : 웨이터 역
- 안수호 : 시사회장의 경비원 역
- 박용수 : 고재현을 잘 아는 작곡가 역
- 김영용 : 조단 역

### 특별 출연
- 윤기원 - 경운기 운전사 & 공항 흡연실

고미녀에게 부탁하기 위해 수녀원을 찾았다가 나쁜 놈으로 오해를 받고 도망가는 미녀를 쫓아가는 마훈이를 막는 역으로 한 번, 미녀가 로마로 가기 위해 공항에 갔다가 황태경에게 쫓기면서 숨어든 흡연실에서 깜짝 놀라는 역으로 한 번, 총 두 번에 걸쳐 출연했으며, 감독님과 친분이 있는 듯.
- 애프터 스쿨 - 비포 스쿨

고미남 영입 후 파티에 초대된 가수.
- 최대성 - 뮤직비디오 감독

고미남의 싱글 앨범인 '말도없이'의 뮤직비디오 감독.
- 심현섭 - 진행자

A.N.JELL의 신인시절 출연한 Talk & Play의 MC.
- 권진영 - 리포터

유헤이의 새로운 영화 취재를 위해 파견된 리포터.
- 전원주 - 시골 할머니 3인

고재현의 고향에 계시는 할머니.
- 유승호 - 편의점 손님

고미녀가 황태경을 위해 생수를 사러가는 편의점에서 물건을 사는 손님 역. 기사에는 장근석 때문에 특별 출연했다고 하나 실제로 유승호가 밝히기로는 박신혜와의 친분으로 촬영장을 찾았다.
- 김나영 - 라디오 DJ

제르미가 '참 좋은 말'을 부른 라디오 방송 DJ.

## 제작진
- 책임 프로듀서: 조남국
- 각본: 홍정은, 홍미란 (홍자매)
- 연출: 홍성창, 부성철

## OST
미남이시네요 O.S.T.
2009년 10월 14일에 발매됐으며, 발매 1주일 만에 1만 5천 장이 팔렸다.
수록곡
1. 여전히 by. 이홍기
2. 하늘에서 내려와 by.Miss $ (Feat. 오원빈)
3. 말도없이 by. 9th Street
4. Lovely day by. 박신혜
5. 약속 by. 이홍기 (feat.정용화)
6. 가슴이 욕해 by. 김동욱
7. 말도 없이 by. 박신혜
8. 여전히 by. A.N.JELL
9. 약속 by. A.N.JELL
10. 말도없이(Ver. piano) by. Various Artists
11. 여전히(Ver. Bossa) by. Various Artists

미남이시네요 O.S.T. PART 2
2009년 11월 19일에 발매되었다.
수록곡
1. 바보들을 위한 노래 by. 박상우
2. 말도없이 by. 장근석
3. 어떡하죠 by. 박다예
4. Good Bye by. 장근석
5. Lovely Day (Acoustic Ver) by. 박신혜
6. 어떡하죠 by. Various Artists
7. Good Bye by. Various Artists
8. 바보라서 by. Various Artists

미남이시네요 O.S.T. 음악감독판
2011년 10월 26일에 발매되었다.
수록곡
CD1
1. 여전히 by. 이홍기
2. 말도없이 by. 나인스트릿
3. Lovely Day by. 박신혜
4. 가슴이 욕해 by. 김동욱
5. 약속 by. 에이엔젤
6. 바보를 위한 노래 by. 박상우
7. 말도없이(Piano Ver.) by. Various Artists
8. 여전히(Bossa Ver.) by. Various Artists
9. Blue Sky by. Various Artists
10. Dark Angel by. Various Artists
11. Over Driver by. Various Artists
12. The Last Day by. Various Artists
13. 어떡하지 by. Various Artists

CD2
1. 말도없이 by. 장근석
2. 여전히 by. 에이엔젤
3. 약속(Feat. 정용화 by. 이홍기
4. 어떡하죠 by. 박다예
5. Good Bye by. 장근석
6. Lovely Day(Acoustic Ver.) by. 박신혜
7. 하늘에서 내려와 by. 오원빈, 미스에스
8. 말도없이 by. Various Artists
9. To Be With U by. Various Artists
10. Crazy Night by. Various Artists
11. Head-Up by. Various Artists
12. 어디로 가지 by. Various Artists

## 서적

### 소설
미남이시네요 시리즈
- 2009년 11월, 《미남이시네요 1》

1. 264쪽/148x210(A5), ISBN 978-89-962617-7-3/ISBN 9788996261777 {{isbn}}의 변수 오류: 유효하지 않은 ISBN.

홍미란 극본,권현정 소설/홍정은 극본 저
북로그컴퍼니

### 드라마영상만화
- 2009년 11월, 《드라마 영상만화 미남이시네요 1》

1. 192쪽/152*225(A5신), ISBN 978-89-962617-8-0/ISBN 9788996261785 {{isbn}}의 변수 오류: 유효하지 않은 ISBN.

북로그컴퍼니편집부 저
북로그컴퍼니

## 시청률
최저 시청률과 최고 시청률은 시청률 조사회사와 지역별로 시청률에 차이가 있을 수 있습니다.
| 2009년      | 2009년      | 2009년         | 2009년       | 2009년         | 2009년       |
| 회차        | 방송일      | TNmS 시청률    | TNmS 시청률  | AGB 시청률     | AGB 시청률   |
| 회차        | 방송일      | 대한민국(전국) | 서울(수도권) | 대한민국(전국) | 서울(수도권) |
| ----------- | ----------- | -------------- | ------------ | -------------- | ------------ |
| 제1회       | 10월 7일    | 10.8%          | 11.6%        | 9.2%           | 9.7%         |
| 제2회       | 10월 8일    | 9.6%           | 10.2%        | 7.6%           | 8.1%         |
| 제3회       | 10월 14일   | 8.3%           | 8.5%         | 7.5%           | 8.1%         |
| 제4회       | 10월 15일   | 8.9%           | 9.4%         | 7.7%           | 7.9%         |
| 제5회       | 10월 21일   | 9.0%           | 9.2%         | 8.4%           | 8.5%         |
| 제6회       | 10월 22일   | 10.0%          | 10.2%        | 8.9%           | 9.4%         |
| 제7회       | 10월 28일   | 9.6%           | 10.2%        | 8.6%           | 8.8%         |
| 제8회       | 10월 29일   | 9.8%           | 10.3%        | 9.0%           | 9.3%         |
| 제9회       | 11월 4일    | 9.8%           | 10.3%        | 9.4%           | 9.6%         |
| 제10회      | 11월 5일    | 10.0%          | 10.5%        | 10.8%          | 11.6%        |
| 제11회      | 11월 11일   | 11.0%          | 11.3%        | 10.4%          | 10.5%        |
| 제12회      | 11월 12일   | 11.1%          | 11.1%        | 10.9%          | 10.6%        |
| 제13회      | 11월 18일   | 10.6%          | 11.1%        | 9.1%           | 8.8%         |
| 제14회      | 11월 19일   | 10.1%          | 10.0%        | 9.4%           | 9.6%         |
| 제15회      | 11월 25일   | 10.9%          | 11.7%        | 9.5%           | 9.6%         |
| 제16회      | 11월 26일   | 11.9%          | 12.2%        | 10.3%          | 11.0%        |
| 평균 시청률 | 평균 시청률 | 10.1%          | 10.5%        | 9.2%           | 9.4%         |

## 수상 내역
- 2009년 SBS 연기대상 10대 스타상, 네티즌 최고 인기상 장근석
- 2009년 SBS 연기대상 뉴스타상 박신혜, 정용화, 이홍기
- 2010년 제3회 코리아 드라마 어워즈 남자 인기상 정용화

## 이모저모
- 1회에서 황태경과 에이엔젤 멤버들 앞에서 고미녀가 부른 성가곡 느낌의 곡은 세자르 프랑크의 Panis Angelicus(생명의 양식)이다.

- 6회 마지막에 출연진들이 소녀시대의 "소원을 말해봐"를 패러디한다. 장근석은 윤아로, 이홍기는 제시카 등으로 분하고 제기차기춤을 춘다. 티파니로 변한 정용화의 메이크업은 박신혜가 했다.

## 동일 소재 드라마
- 드림하이 (KBS 2TV 월화 드라마 - 2011년 상반기 방영작)

## 경쟁 프로그램
- 아가씨를 부탁해 (KBS2, 2009년 8월 19일 ~ 2009년 10월 8일)
- 아이리스 (KBS2, 2009년 10월 14일 ~ 2009년 12월 17일)
- 맨땅에 헤딩 (MBC, 2009년 9월 9일 ~ 2009년 11월 4일)
- 히어로 (MBC, 2009년 11월 18일 ~ 2010년 1월 14일)